# Solamargine
La solamargine est un composé chimique toxique du type glycoalcaloïde que l'on trouve chez les plantes de la famille des Solanaceae.